# August Schaeffer
August Schaeffer   (Rheinsberg, 25 d'agost de 1814 - Berlín, 7 d'agost de 1879) fou un compositor alemany.
Fou molt conegut com a autor de cançons humorístiques, duets i cors, i també va compondre les òperes Emma von Falkenstein (Berlín, 1839) i Der Junker von Habakuk (Berlín, 1861).